# Daurêncio

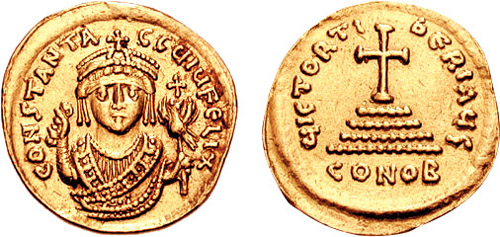
Soldo de r.

Daurêncio ou Dauritas (em grego: Δαυρέντιος/Δαυρίτας; em latim: Daurentius; fl. 577-579) foi um chefe e senhor da guerra dos eslavos meridionais (esclavenos) do século VI. Seu reino estava situado na bacia do rio Zala, mais ou menos no território da antiga província romana da Panônia Prima, na atual Hungria. Conhecido através da obra do historiador bizantino Menandro Protetor, é o primeiro chefe eslavo conhecido através de seu nome.
Segundo Menandro Protetor, o grão-cã ávaro Beano I (r. 562–602) enviou um emissário a Daurêncio perguntando-lhe se ele e seus eslavos aceitavam a suserania ávara e o pagamento de tributo, pois os ávaros sabiam que eles tinham acumulado grande riqueza após repetidamente saquearem as províncias balcânicas bizantinas. Daurêncio antes de matar o emissário teria declaradamente respondido:
| “ | Outros não conquistam nossa terra, nós conquistamos a deles [...] assim será sempre para nós | ” |

Beano então fez campanha contra os esclavenos em 578, com ajuda dos bizantinos de Tibério II (r. 574–582), e ateou fogo a muitos assentamentos deles, embora isso não fez os raides eslavos pararem no Império Bizantino.